# 聖餐
聖餐（せいさん）とはイエス・キリストの最後の晩餐および、後にその再現として執行してきた典礼的会食をいう。「エウカリスト」（ユーカリスト）の日本語訳。「聖餐」はおもに西方の教派で使われる訳語だが、カトリック教会では「聖体祭儀」、「聖体の秘跡」と呼ばれる。日本の聖公会、プロテスタント教会などでは「聖餐式」と呼ばれる。正教会では「聖体礼儀」、「聖体機密」「領聖」と呼ばれる。「主の晩餐」の語はいずれの教派でも使われる。

## 最後の晩餐
新約聖書には、イエスが引き渡される前に、弟子たちと最後の食事を共にし、自分の記念としてこの食事を行うよう命じたことが記されている。これが「最後の晩餐」である。共観福音書によればイエスはパンを取り、「これがわたしのからだである」といい、杯をとり「これがわたしの血である」といって弟子たちに与えた。『コリントの信徒への手紙一』 (11:23-26) にも述べられており、初期からこの儀式が教団内で行われていたことが分かる。キリスト教徒はこの儀式を行うことで、そこにキリストが現存するという信仰を保持してきたが、宗派によって細かいやり方や考え方は異なっている。
伝統的なカトリックと正教会のキリスト教徒たちは聖餐をサクラメント（秘跡）として行ってきたが、宗教改革以降のプロテスタント教会はあえてこれを秘跡と呼ばず、礼典という呼称を用いる。これは、「神の救済は人間の行いによるのではなく、信仰のみによる」という考え方から、聖餐の執行そのものを救いの要件とは考えないためである。ただし、聖餐に何らかの意味を持たせるか、単に象徴的な儀式と考えるかは、教派によって異なる。多くは、聖餐において神の恵みが人間に伝えられるのではなく、共同体の信仰を示すための儀式であるとしている。

## エウカリスト

### 語源
聖餐は多くの言語でギリシア語由来の語「エウカリスティア」から変化した語で呼ばれる。日本語の聖餐はこれを意訳したものであるが、日本の一部教派では英語化したエウカリスト、ユーカリストの語で聖餐を呼ぶものもある。
ギリシア語の「エウカリスティア」 (εὐχαριστία) は感謝という意味の名詞である。この語はさらに εὐ-（“良い”を表す接頭辞）と χαρά「喜び」という2つの語根に分けられる。この言葉の動詞形は「エウカリステオー」（εὐχαριστέω）で、新約聖書の中で55箇所用例がある。『マタイによる福音書』（以下マタイ）26:27、『マルコによる福音書』（以下マルコ）14:23、『ルカによる福音書』（以下ルカ）22:19および『コリントの信徒への手紙一』（以下一コリント）11:24ではイエスが自分の体と血であると宣言したパンとワインを「感謝して」弟子たちに与えたことが書かれている。新約聖書において「感謝する」とは「祈る」とほぼ同義に使われ、聖餐とは本来この式の中で聖別されたパンとワインのことを指した。なお現代ギリシア語で "ευχαριστώ" (/efxaristo/) というと「私は感謝する」、つまり「ありがとう」の意で用いられる。

### 初期キリスト教
ギリシア語の「感謝」を意味する「エウカリスト」という言葉は初期のキリスト教の歴史にすでに現れる。たとえばアンティオキアのイグナティオスは110年ごろのスミルナとフィラデルフィアの共同体にあてた手紙の中で聖餐の儀式を指して「エウカリスト」という言葉を用いている。150年ごろ、ユスティノスも『弁明』 (Apologia) の中でエウカリストと呼ばれる聖餐の儀式の詳細を描いている。
初代教会では「アガペーの食事」と呼ばれる儀式が行われていた。それはパンとワインを分け合って、キリストの最後の食事を思い起こす典礼儀式であった（「ἀγάπη」というのはギリシア語で愛を意味する言葉の一つで、「無私の愛」というニュアンスを含んでいる）。「アガペーの食事」はそれだけでは終わらず、実際に信徒たちが食事を持ち寄って共同で会食を行うことまで含まれていた。ただ、参加者の数が増えていくにつれ、全員に食事が行き届かないことや、一部の人しか食事ができないといった不都合が起こるようになる。パウロは一コリント11:20-22でこのような事態を批判している。実際の会食を伴う儀式は聖餐が典礼儀式として整備されていく中で徐々に廃れ、8世紀にはほとんど行われなくなったと考えられている。
現代の教会でも、日曜日或いはクリスマス・イヴの礼拝やミサの後で、信徒や非信徒の出席者たちが集まって会食したり、お茶を飲んだりすることがよく見られる（祝会）。

### コムニオン
カトリック教会や正教会、聖公会、プロテスタントの多くの教会では、（交わりを意味する）ラテン語コムニオ (communio) に由来するコムニオン (Communion) という言葉も用いられる。キリスト教におけるコムニオンの語は原義において、聖餐ないし聖餐式を指すが、転じて、神と信徒の交わり、信徒同士の交わりなども意味する。このように「コミュニオン」という言葉は教派を超えて重要な用語であるが、この言葉が狭義に何を指すかは宗派によって微妙に異なり、カトリック教会と正教会では、聖餐の儀式そのものを指すというより、聖体（パンとワイン）を口にすること（聖体拝領、領聖）や聖別された聖体そのものを「コムニオン」といって区別している。このような場合は聖餐の式（エウカリスト）にあずかっても、聖体（コムニオン）を受けないということもおこりうる。他方、聖公会では「ホーリー・コミュニオン」 (Holy Communion) というのが聖餐式そのものを指す言葉である。
カトリック教会では聖餐を「聖体の秘跡」というが、パンとワインがキリストの体と血に変化し、それを信徒が分け合うことこそがミサの中心である。「ミサ」という言葉は聖公会でも用いられる。これは聖公会がプロテスタントであっても、政治的な理由でローマ教皇庁から離れたため、典礼などは多くの部分をカトリック教会からそのまま引き継いだことが背景にある。正教会では伝統的に「聖体機密」という用語を用いている。聖体機密を核とする奉神礼（典礼）が聖体礼儀 (Divine Liturgy) であり、カトリックのミサに相当する。プロテスタント教会では「主の晩餐」や「パンを裂く式」といった言い方がされることもある。
信徒集団としてのコミュニオンは、共に聖餐式に与る人々の集団を指す。ある教会内での参加資格の度合いに応じ、「クローズド・コミュニオン」（当該教会の会員もしくは当該教会が属する教派の教会員のみ聖餐参加が許される）・「オープン・コミュニオン」（洗礼を受けたクリスチャンなら誰でも聖餐に与れる）・「フルオープン・コミュニオン」（未受洗でも希望者は全員聖餐に与れる。かつては「フリー・コミュニオン」と呼ばれていたが、当事者たちにより「フルオープン」の語が使われるようになってきた）という分類もある。
またコミュニオンは教会組織相互の関係を定義する概念でもある。複数の教会が基本的教義を共有し相互に聖餐に与る関係を「フル・コミュニオン」、「インター・コミュニオン」 (en:Intercommunion) などという。

## 聖餐の位置づけ
時代や教派によってそのとらえ方に違いがあったとしても、キリスト教の中で聖餐は常に礼拝儀式の核となるものであった。伝統的なキリスト教において、聖餐の式は神が計画する人間の罪からの救いの成就となる式であり、イエスの死と復活を思い、そこにイエスの現存を信じるもの、さらには信仰者と神、信仰者同士の絆を確認するものであった。このような中心思想はほとんどの宗派に共通であるが、その程度やとらえ方によって違いが生じている。
例えばカトリック教会と正教会では、伝統的に聖体のサクラメントを7つある秘跡・機密の一つとし、「聖変化」という思想を尊重してきた。聖変化とはパンとワインがミサの中で実際にキリストの体と血に変わるという教義である。それに対して宗教改革期以降、プロテスタントの教会ではパンとワインが実際にキリストの体と血に変わることはなく、単なる象徴的な儀式にすぎないとみなすようになった。
1980年代以降、世界教会協議会 (World Council of Churches) が行われる中で、洗礼、聖餐、および教会における職階についての相互理解を深めようという動きが活発化し、カトリック教会をはじめとする多くの教派が参加している。

## 西方教会

### カトリック教会

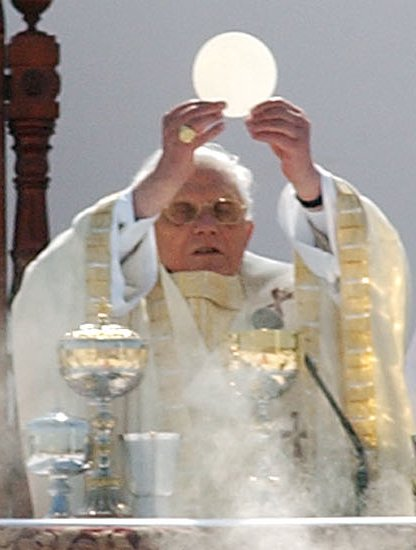
ベネディクト16世によるミサの司式

カトリック教会は古代から現代に至るまで、ミサを毎日、絶えることなく続けてきた。カトリック教会では聖体の秘跡、すなわちパンとワインがイエスの体と血に変わること（聖体変化）とそれを信徒が分け合うこと（聖体拝領）こそがミサの中心である。パンは小さな共同体（教会）のために発酵させない穀物と水だけのパンを薄く丸く焼き、十字の印をつけたものを使うこともあるが、多くは、その製造を専門にする修道院で穀物と水だけで日持ち良く保存しやすい、ひとりひとり用の大きさのホスチア、オブラートと呼ばれる薄焼きで味のないせんべいのようなものが使われる。グルテンアレルギーがある場合には事前に申し込むとグルテンを含まないホスチアやパンを聖体としていただける。カトリック教会では「御体」（おんからだ）とよばれるホスチアだけを信徒が拝領するのが一般的である。「御血」（おんち）とも呼ばれるワインの拝領も行われることがあるが、それはカリスと呼ばれる杯から飲むか、聖体をワインに浸して食べるか（インティンクション）のどちらかの形で行われる。また病人などに聖体を授ける場合、ミサの中で聖変化した聖体（通常はパンのみ）をチボリウムとよばれる保管用の容器に移し、ミサ以外の時間に司祭が運んで授けるということも行われる。

### 聖公会

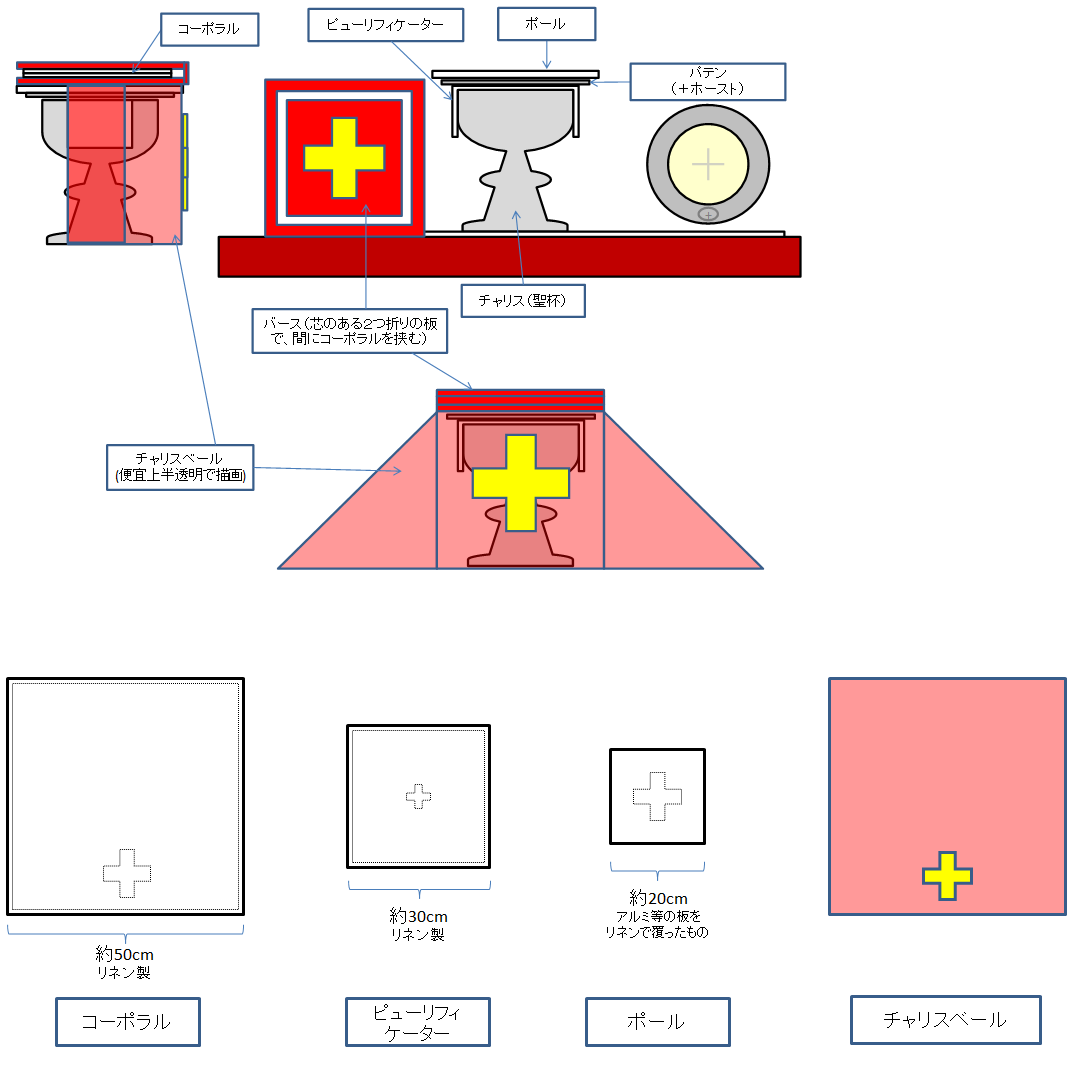
日本聖公会の聖餐式で使用される祭具類

聖公会では、源流である英国国教会での聖餐式がその元となっており、現行の『日本聖公会祈祷書』（1990、日本聖公会管区事務所）では、「目に見えない霊の恵みの、目に見えるしるしまた保証であり、その恵みを受ける方法として」、キリストが自らさだめた聖奠として、洗礼と並んで聖餐が示されており、キリストの苦しみと死、蘇りを記念するために主の再臨のときまで行われるものとしている。

多くの教会では復活日や毎主日に祈祷書に沿って聖餐式が執り行われ、司祭または主教によって聖別された聖餐を信徒が受ける。陪餐はキリストとの一致、全公会の一致のしるしであることから、聖餐式中には全公会と世界のために祈る代祷や、式に加わる者同士での平和の挨拶、共同懺悔などが含まれている。また、司祭は、明らかに大罪を犯していたり、言行によって隣人を害したりしている者に対して罪を悔い改め、償うことを明らかにしない限り陪餐してはならないことを告げなくてはならないとされている。
聖餐式で使用される祭具は多くがカトリックの道具や言葉を元にしているが、読み方は英語読みのことが多い。聖餐はホーストまたはウェハー(host,wefer）と呼ばれるパンと、ぶどう酒による二種陪餐の形式をとる。信徒に与えられるウェハーは500円玉程度の大きさのものが使われるが、聖別時に司式者がささげ持つ際に使用する大型のものを特にプリーストホースト(priest host)と呼ぶことがある。日本では、ナザレ修女会などの修道院で製造されたものが多く使われる。カトリック教会で使われているものに比べると薄く、小さいことが多い。
パンを入れる盃状の器をシボリウム(ciborium)と言い、皿状のものはパテン(paten)と呼ぶ。シボリウムは聖堂に安置される聖櫃に保管するためのものだが、分餐時に使用されることもある。また、ぶどう酒を入れる器はチャリス(chalice)と呼び、ワインは赤ワインでも白ワインでも良い。

聖別前のホーストを入れるための器をブレッドボックス(bread box)、ぶどう酒と水を入れる器をクルエット(cruet，２つある場合は複数形でクルエッツと言うことが多い)と呼び、これらに入れたものが、聖餐式中に信徒から聖卓に奉献され、聖職により聖別される。

### 福音主義教会(ルター派)

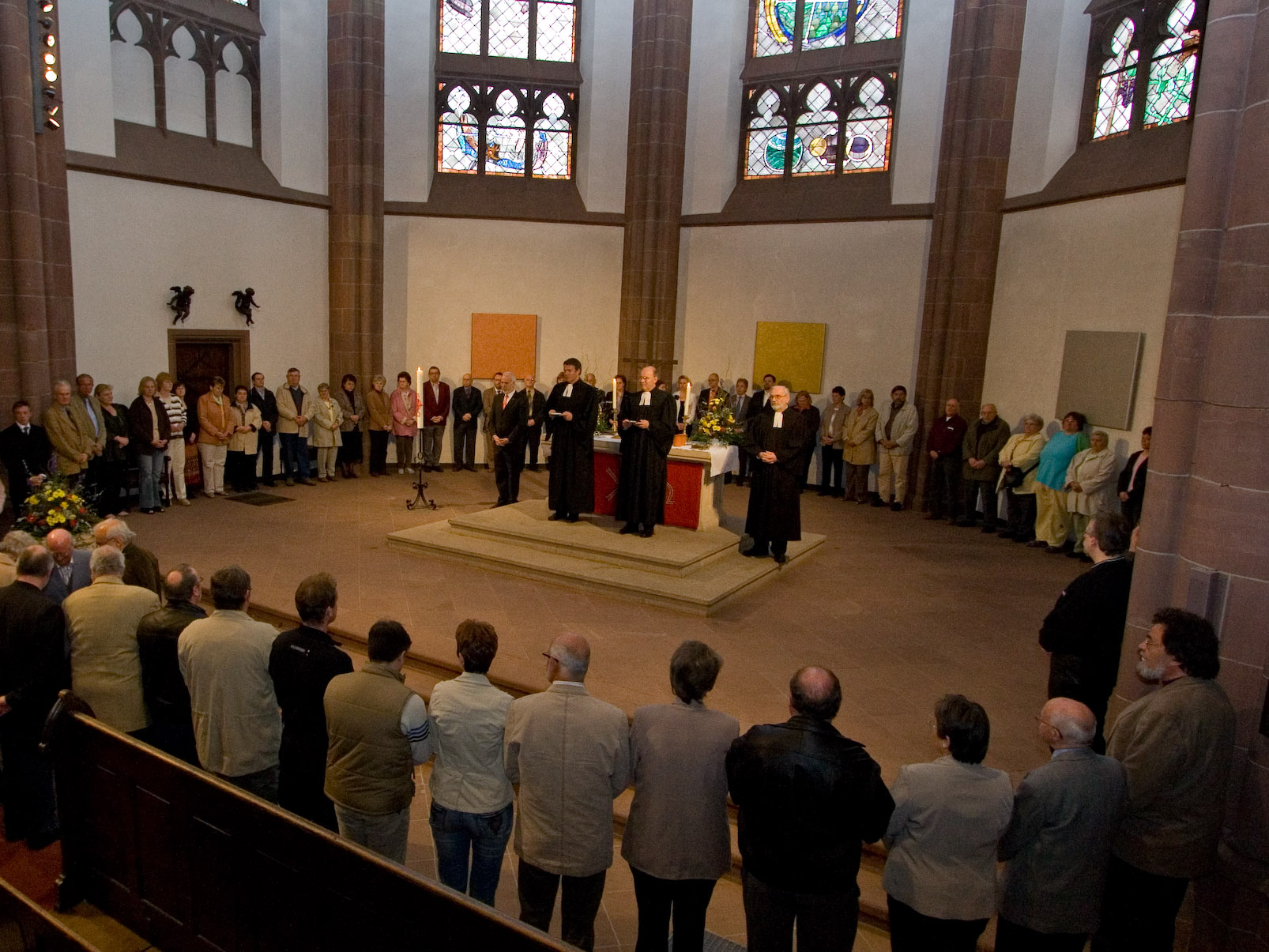
フランクフルト・ドライケーニゲ教会
福音主義教会(ルター派)聖餐礼拝

福音主義ルター派教会では聖餐式の儀式の形式はカトリック教会のそれとも共通点が多く、うすいウェハース（正式にはホスチアと呼ばれる。あるいは本物のパンが用いられることもある）とワイン（もしくはぶどうジュース）を用いて、イエスの体であり血であるとの信仰のうちに分け合う。ワイン（ぶどうジュース）は「カリス」と呼ばれる共通の杯から個人のカップに移されることもある。

## 東方教会

### 正教会
正教会では、聖体機密を行なう奉神礼は聖体礼儀と呼ばれる。聖体礼儀は祈りや聖書朗読の部分と領聖の部分からなる。領聖時に用いられる典礼文はギリシア語で「アナフォラ」と呼ばれる。ビザンチン典礼の正教会における聖体礼儀では聖金口イオアンのものとされる祝文（祈祷文）と聖大ワシリイのものとされる祝文が用いられている。ごく一部の教会では主の兄弟イヤコフに帰せられる祝文が特別の機会に用いられる。また大斎期の平日には、先の聖体礼儀で聖変化した聖体を領聖する先備聖体礼儀も行われる。
聖体礼儀の最後に行われる十字架接吻の後には、「アンティドル」と呼ばれる祝福された聖餅が振舞われる。アンティドルは古代には子羊等をかたどり、聖体礼儀に与ることのできなかった信者のために持ち帰ったといわれる。教会によってはこの時ともに葡萄酒を振る舞うことがある（多く聖餅を浸して供する）。